# Piron (Lontas)
Piron ist eine osttimoresische Aldeia im Suco Lontas (Verwaltungsamt Lolotoe, Gemeinde Bobonaro). 2015 lebten in der Aldeia 167 Menschen.

## Geographie
Piron bildet die Mitte und den Süden des Sucos Lontas. Nördlich befinden sich die Aldeias Tasmil und Ozo. Im Osten grenzt Piron an den Suco Deudet, im Süden an den Suco Holpilat und im Westen an den Suco Lebos. Entlang der Südgrenze fließt der Ruiketan. In ihn münden der westliche Grenzfluss Latil und der östliche Grenzfluss Silac. Er ist ein Nebenfluss des Loumea. Im Norden bildet der kleine Fluss Phicigi die Grenze zu Tasmil.
Eine Überlandstraße führt durch den Norden von Piron auf einem Bergrücken nach Westen, später biegt sie nach Süden ab nach Taroman und Suai. An der Straße liegt das Dorf Piron, neben dem Gipfel des  Foho Leten (1173 m), auf dem sich eine Sendeanlage befindet. Der Bergrücken erreicht seinen höchsten Punkt weiter südlich mit dem Mupiesse (1176 m), bevor er zwischen den Flüssen Ruiketan, Silac und Latil eingerahmt wird. Der Bergrücken, der vom Holpolec direkt nach Süden führt, hat mit dem Coes (1205 m) seinen Gipfel an der Grenze zu Deudet.
Beim Ort Piron befindet sich eine Grundschule.

## Politik
2023 wurde Bosco da Cruz zum Chefe de Aldeia gewählt.